# Mahdalînivka, Ceaplînka
Mahdalînivka (în ucraineană Магдалинівка) este localitatea de reședință a comunei Mahdalînivka din raionul Ceaplînka, regiunea Herson, Ucraina.

## Demografie
Componența lingvistică a localității Mahdalînivka
     Ucraineană (91,96%)
     Rusă (5,36%)
     Română (2,21%)
     Alte limbi (0,23%)
Conform recensământului din 2001, majoritatea populației localității Mahdalînivka era vorbitoare de ucraineană (91,96%), existând în minoritate și vorbitori de rusă (5,36%) și română (2,21%).